# Facule de Thèbes
Thebes Facula
Pour les articles homonymes, voir Thèbes.
La facule de Thèbes (désignation internationale : Thebes Facula) est une facule de 360 km de diamètre située sur Ganymède. Elle a été nommée en référence à Thèbes, ancienne capitale du royaume de Haute-Égypte.